# Halle de Saint-Pastour
La Halle de Villeréal est située rue Jeanne-d'Arc à Saint-Pastour en Lot-et-Garonne.

## Historique
Une demande de reconstruction de la halle est faite par les consuls de Saint-Pastour à l'intendant de la généralité pour reconstruire la halle. Un projet est proposé par l'architecte Bancarel de Villeneuve-sur-Lot. Cependant, le manque de ressources ajourne ce projet jusqu'en 1783 date à laquelle la jurade de Saint-Pastour demande à Jean-Raymond de Missandre de réactiver le projet. 
En 1792, le directoire de la commune vend la maison commune et un chai pour permettre la construction de la nouvelle halle mais qui doit aussi abriter une prison. Cette halle a dû être construite vers 1795.
La halle a été partagée et une partie sert de préau pour l'école communale construite dans le seconde moitié du XIXe siècle.
La halle a été inscrite au titre des monuments historiques le 30 mai 1990,.

## Description
La halle construite sur un plan rectangulaire comprend 12 poteaux en bois soutenant les fermes et le toit à croupe couvert en tuiles.